# Massoins
Massoins est une commune française située dans le département des Alpes-Maritimes en région Provence-Alpes-Côte d'Azur. Ses habitants sont appelés les Massoinques.
Le village est situé à 45 km de Nice.

## Géographie

### Localisation
Massoins est située au centre des Alpes-Maritimes sur une côte plate de la montagne, surplombant le Var. Le village est en face de celui de Malaussène et entre ceux de Villars-sur-Var, à quatre kilomètres, et de Tournefort, à cinq kilomètres.

### Géologie et relief
Village perché sur un éperon rocheux au dessus de la vallée du Var. Les forêts s'étendent jusqu'à Saint-Blaise.
Montagnes et sommets environnants :
- Cime des Collettes et du Serce,
- Sommet de l’Arène
- Mercantour.

### Hydrographie et les eaux souterraines
Cours d'eau traversant la commune :
- Var (fleuve),
- 9 ruisseaux.

### Climat
Pour des articles plus généraux, voir Climat de Provence-Alpes-Côte d'Azur et Climat des Alpes-Maritimes.
En 2010, le climat de la commune est de type climat méditerranéen altéré, selon une étude du Centre national de la recherche scientifique s'appuyant sur une série de données couvrant la période 1971-2000. En 2020, Météo-France publie une typologie des climats de la France métropolitaine dans laquelle la commune est exposée à un climat de montagne ou de marges de montagne et est dans la région climatique Var, Alpes-Maritimes, caractérisée par une pluviométrie abondante en automne et en hiver (250 à 300 mm en automne), un très bon ensoleillement en été (fraction d’insolation > 75 %), un hiver doux (8 °C) et peu de brouillards.
Pour la période 1971-2000, la température annuelle moyenne est de 14 °C, avec une amplitude thermique annuelle de 15,8 °C. Le cumul annuel moyen de précipitations est de 1 024 mm, avec 5,5 jours de précipitations en janvier et 4,8 jours en juillet. Pour la période 1991-2020, la température moyenne annuelle observée sur la station météorologique de Météo-France la plus proche, « Ascros », sur la commune d'Ascros à 9 km à vol d'oiseau, est de 10,8 °C et le cumul annuel moyen de précipitations est de 930,1 mm. 
La température maximale relevée sur cette station est de 34,4 °C, atteinte le 18 juillet 2023 ; la température minimale est de −10,7 °C, atteinte le 28 février 2018,,.
Les paramètres climatiques de la commune ont été estimés pour le milieu du siècle (2041-2070) selon différents scénarios d'émission de gaz à effet de serre à partir des nouvelles projections climatiques de référence DRIAS-2020. Ils sont consultables sur un site dédié publié par Météo-France en novembre 2022.

### Voies de communications et transports

#### Voies routières
La  départementale 202 permet de rejoindre les vallées du Var et de la Tinée par les collines.
Accès au village par les départementales D6202 et D26.

#### Transports en commun
- Transport en Provence-Alpes-Côte d'Azur
- Les cars Lignes d'Azur[9].

#### Chemins de fer
- La ville la plus proche, Villars-sur-Var, est desservie par la ligne Nice - Digne des Chemins de fer de Provence (plus connue sous le nom du « Train des Pignes »)[10].
- Gare du train des Pignes[11].

## Urbanisme

### Typologie
Au 1er janvier 2024, Massoins est catégorisée commune rurale à habitat dispersé, selon la nouvelle grille communale de densité à 7 niveaux définie par l'Insee en 2022.
Elle est située hors unité urbaine. Par ailleurs la commune fait partie de l'aire d'attraction de Nice, dont elle est une commune de la couronne,. Cette aire, qui regroupe 100 communes, est catégorisée dans les aires de 200 000 à moins de 700 000 habitants,.

### Occupation des sols
L'occupation des sols de la commune, telle qu'elle ressort de la base de données européenne d’occupation biophysique des sols Corine Land Cover (CLC), est marquée par l'importance des forêts et milieux semi-naturels (93,1 % en 2018), en diminution par rapport à 1990 (100 %). La répartition détaillée en 2018 est la suivante :
forêts (70,2 %), milieux à végétation arbustive et/ou herbacée (13,3 %), espaces ouverts, sans ou avec peu de végétation (9,6 %), mines, décharges et chantiers (6,9 %).
L'évolution de l’occupation des sols de la commune et de ses infrastructures peut être observée sur les différentes représentations cartographiques du territoire : la carte de Cassini (XVIIIe siècle), la carte d'état-major (1820-1866) et les cartes ou photos aériennes de l'IGN pour la période actuelle (1950 à aujourd'hui).

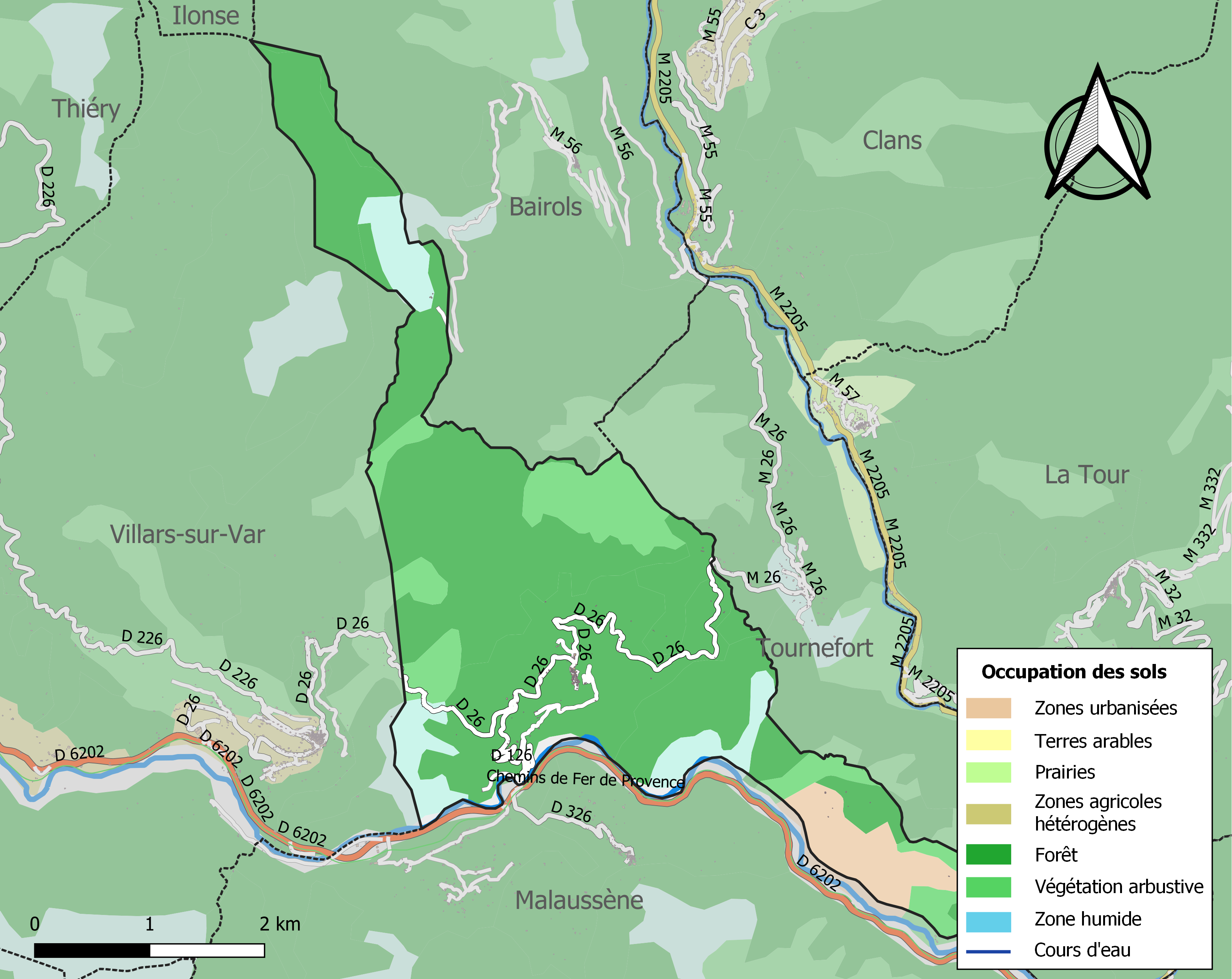
Carte de l'occupation des sols de la commune en 2018 (CLC).

## Toponymie
Le nom vient de Masse Voins, deux mots du vieux langage qui signifient abondance de vins.
Quelques toponymes de l'histoire médiévale.

## Histoire
Le village de Massoins est cité en 1040. La communauté de Massoins a été un village important du comté de Beuil. La propriété de l'église Saint-Martin  était partagée entre l'abbaye de Lérins, l'abbaye Saint-Pons de Nice et les Templiers.
La seigneurie a appartenu aux Grimaldi de Bueil jusqu'à l'exécution d'Annibal Grimaldi en 1621. La seigneurie a ensuite été inféodée en août 1622 à F. Caissoti, conseiller ducal, avec le titre de comte, puis aux Cagnoli et aux Cornillon.

## Politique et administration
| Période                                  | Période  | Identité            | Étiquette | Qualité  |
| ---------------------------------------- | -------- | ------------------- | --------- | -------- |
| Les données manquantes sont à compléter. |          |                     |           |          |
| mars 2001                                | 2014     | Alain Sauvage       | UMP       |          |
| mars 2014                                | 2020     | Jean Fiol           | DVD       | Retraité |
| Juillet 2020                             | En cours | Marie-Laure Fischer |           | [ 21 ]   |

### Budget et fiscalité 2023

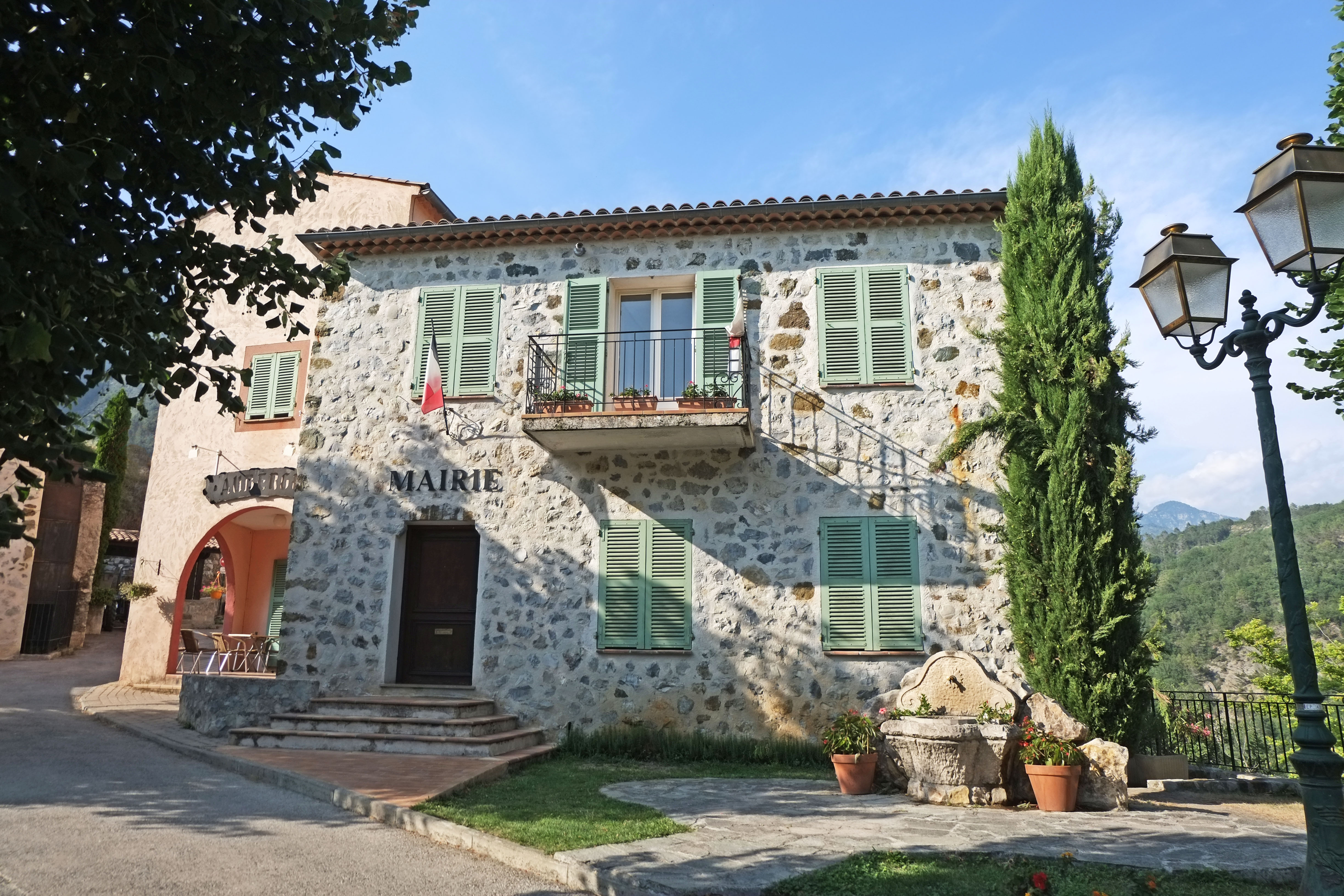
La mairie.

En 2023, le budget de la commune était constitué ainsi :
- total des produits de fonctionnement : 380 000 €, soit 3 616 € par habitant ;
- total des charges de fonctionnement : 250 000 €, soit 2 378 € par habitant ;
- total des ressources d'investissement : 114 000 €, soit 1 081 € par habitant ;
- total des emplois d'investissement : 299 000 €, soit 2 845 € par habitant ;
- endettement : 499 000 €, soit 47 € par habitant.

Avec les taux de fiscalité suivants :
- taxe d'habitation : 12,77 % ;
- taxe foncière sur les propriétés bâties : 21,65 % ;
- taxe foncière sur les propriétés non bâties : 90,00 % ;
- taxe additionnelle à la taxe foncière sur les propriétés non bâties : 0,00 % ;
- cotisation foncière des entreprises : 0,00 %.

Chiffres clés Revenus et pauvreté des ménages en 2021 : médiane en 2021 du revenu disponible, par unité de consommation : 23 030 €.

## Population et société

### Démographie

#### Pyramide des âges
L'évolution du nombre d'habitants est connue à travers les recensements de la population effectués dans la commune depuis 1793. Pour les communes de moins de 10 000 habitants, une enquête de recensement portant sur toute la population est réalisée tous les cinq ans, les populations de référence des années intermédiaires étant quant à elles estimées par interpolation ou extrapolation. Pour la commune, le premier recensement exhaustif entrant dans le cadre du nouveau dispositif a été réalisé en 2007.

En 2022, la commune comptait 127 habitants, en évolution de +23,3 % par rapport à 2016 (Alpes-Maritimes : +2,85 %, France hors Mayotte : +2,11 %).
| 1793 | 1800 | 1806 | 1822 | 1838 | 1848 | 1858 | 1861 | 1866 |
| ---- | ---- | ---- | ---- | ---- | ---- | ---- | ---- | ---- |
| 274  | 274  | 304  | 307  | 307  | 320  | 280  | 266  | 226  |

| 1872 | 1876 | 1881 | 1886 | 1891 | 1896 | 1901 | 1906 | 1911 |
| ---- | ---- | ---- | ---- | ---- | ---- | ---- | ---- | ---- |
| 218  | 202  | 185  | 173  | 184  | 174  | 154  | 171  | 135  |

| 1921 | 1926 | 1931 | 1936 | 1946 | 1954 | 1962 | 1968 | 1975 |
| ---- | ---- | ---- | ---- | ---- | ---- | ---- | ---- | ---- |
| 109  | 116  | 87   | 126  | 59   | 62   | 58   | 59   | 42   |

| 1982 | 1990 | 1999 | 2006 | 2007 | 2012 | 2017 | 2022 | - |
| ---- | ---- | ---- | ---- | ---- | ---- | ---- | ---- | - |
| 110  | 227  | 118  | 128  | 129  | 111  | 102  | 127  | - |

### Enseignement
Établissements d'enseignements :
- Écoles maternelles et primaires à Malaussène, Villars-sur-Var,
- Collèges à Saint-Martin-du-Var, Saint-Sauveur-sur-Tinée,
- Lycée à Valdeblore.

### Santé
Professionnels et établissements de santé :
- Médecins à Villars-sur-Var,
- Pharmacies à Gilette, Levens (Plan-du-Var),
- Hôpitaux à Villars-sur-Var, Roquebillière.

### Cultes
- Culte catholique, Paroisse Notre-Dame du Var[30], Diocèse de Nice.

## Économie

### Entreprises et commerces

#### Tourisme
- Auberge communale.
- Gites communaux,
- Chambre d'hôte[31].

#### Commerces
- Commerces de proximité à Villars-sur-Var, Malaussène[32].

## Culture locale et patrimoine

### Lieux et monuments

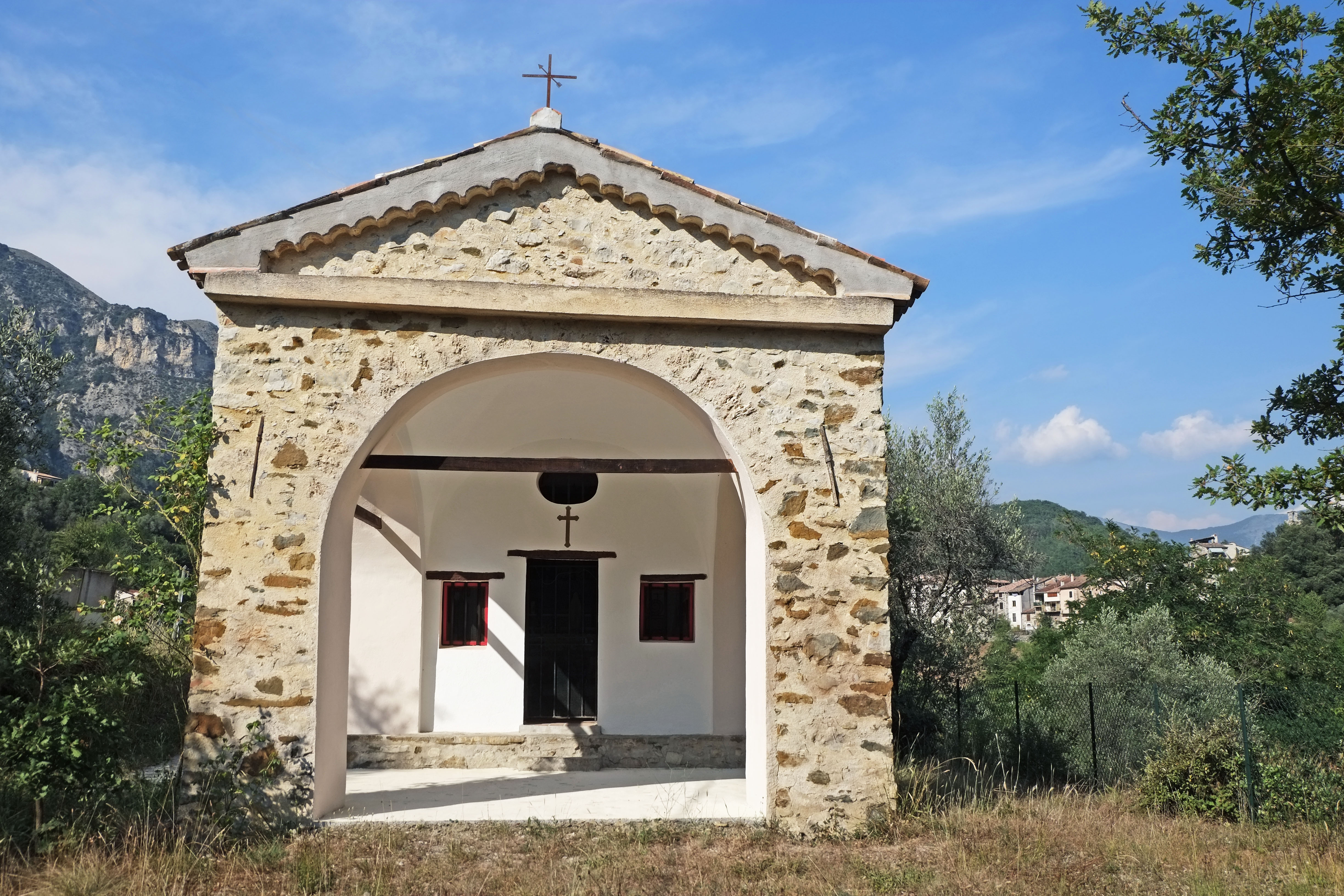
La chapelle Saint-Sébastien.

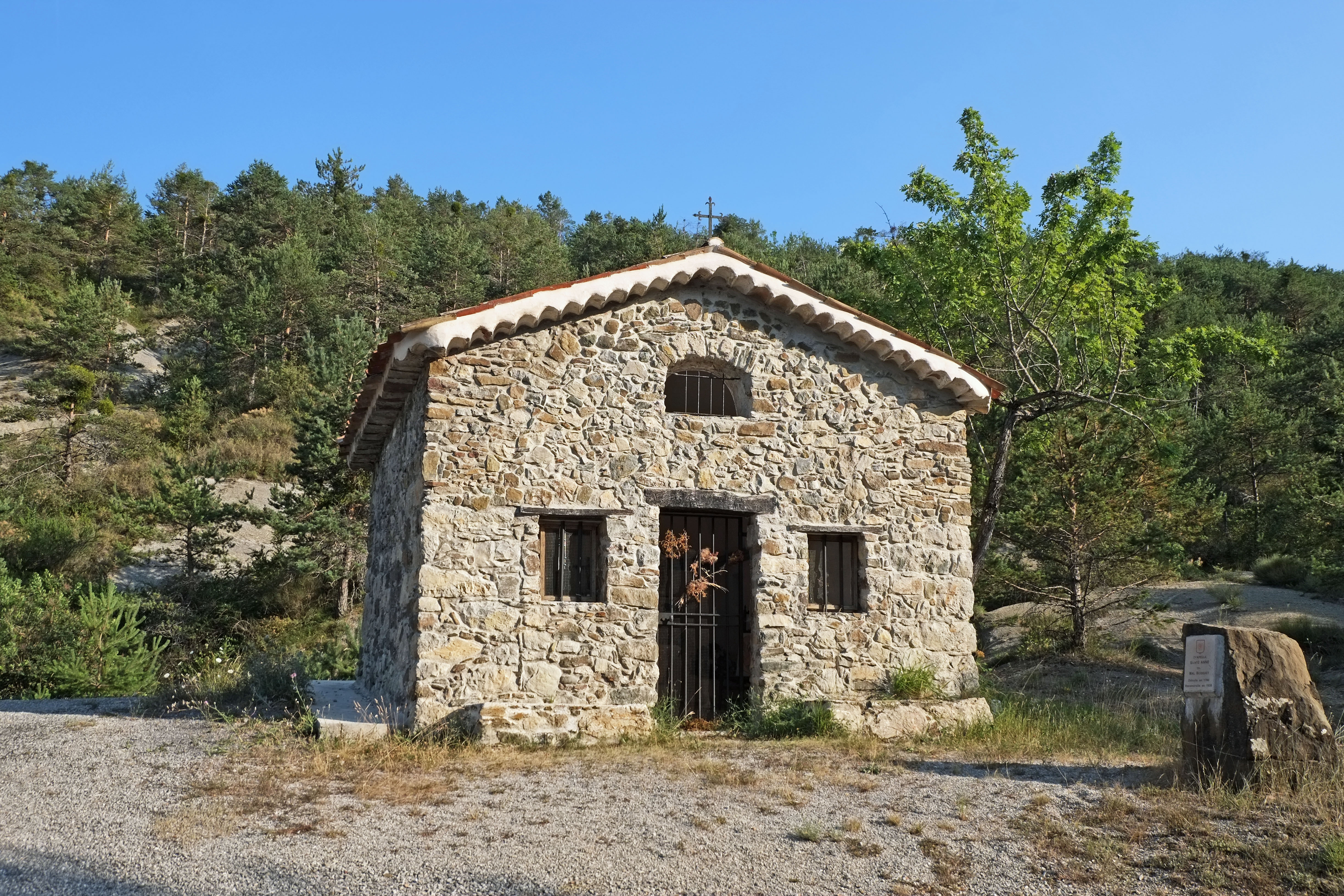
La chapelle Sainte-Anne.

Patrimoine religieux :
- Église Saint-Martin[33], cimetière,
- Plaque commémorative[34],
- Chapelle Saint-Sébastien[35], élevée après les épidémies de peste,
- Ruines de la chapelle Sainte-Claire[36],
- la Cassette, en haut du village, reste des défenses du village du XIVe siècle. Il y avait autrefois la chapelle des Pénitents noirs[37],
- Chapelle Saint Sauveur[38],
- Chapelle Sainte-Anne Mal-Bosquet[39].

Patrimoine civil :
- Maisons anciennes,
- Porte du village,
- Moulins[40],
- Fontaine communale de 1899,
- Pont de Massoins : pont-route suspendu à haubans,
- La Salette, ruines d'un château[41],[42],
- Fort de Picciarvet, avec sa route touristique[43],
- Vieux moulins sur la route de Tournefort[44].

### Personnalités liées à la commune
- Pétrus, premier prêtre connu en 1206[45].
- Ignace de Loyola : Huile sur toile de 1715 représentant Ignace de Loyola dont une mission est venue à Massoins[46].

### Héraldique
| Blason de Massoins | Blason  | De gueules à l'étoile de seize rais d'or chargée d'une rose du champ boutonnée d'un cœur d'argent et pointée de sinople. |
| Blason de Massoins | Détails | Le statut officiel du blason reste à déterminer.                                                                         |